# Подґужно
Подґужно (пол. Podgórzno) — село в Польщі, у гміні Колбель Отвоцького повіту Мазовецького воєводства.
Населення — 98 осіб (2011).
У 1975-1998 роках село належало до Седлецького воєводства.

## Демографія
Демографічна структура станом на 31 березня 2011 року:
|          | Загалом | Допрацездатний вік | Працездатний вік | Постпрацездатний вік |
| -------- | ------- | ------------------ | ---------------- | -------------------- |
| Чоловіки | 51      | 12                 | 29               | 10                   |
| Жінки    | 47      | 7                  | 26               | 14                   |
| Разом    | 98      | 19                 | 55               | 24                   |